# I-371
I-371 — підводний човен Імперського флоту Японії, який взяв участь у бойових діях Другої світової війни.

## Загальна інформація
Корабель спорудили 1944 року на корабельні компанії Mitsubishi в Кобе. Він належав до типу D (також знаний як клас I-361) та проєктом призначався для здійснення транспортних місій з метою постачання численних японських гарнізонів, які з другої половини 1942-го почали дедалі частіше потрапляти у блокаду союзних сил. Втім, для самозахисту на човні все-таки зберегли два торпедні апарати (без запасних торпед).

## Бойова служба
30 грудня 1944-го І-371 вирушив з Йокосуки в перший транспортний рейс до Каролінських островів. 18 січня 1945-го він прибув на атол Трук у центральній частині архіпелагу (тут тривалий час була головна база японського ВМФ у Океанії, проте в лютому 1944-го вона зазнала розгрому під час потужного рейду авіаносного з'єднання, а потім опинилась у блокаді), куди доправив запасні частини та авіаційне пальне. Це дозволило відновити польоти літаків, які в межах підготовки до операцій із застосуванням керованих торпед «кайтен» вели розвідку над атолом Уліті на заході Каролінського архіпелагу, де союзники облаштували велику якірну стоянку.
22 січня 1945-го І-371 вирушив до острова Мерейон (атол Вулеаї за вісім сотень кілометрів на захід від Труку), для якого призначались узяті в Японії 50 тонн продовольства. У ніч проти 26 січня човен розвантажився на Мерейоні, а 28 січня повернувся на Трук.
Перед поверненням до Японії І-371 узяв на Труці кількох пасажирів. Втім, досягнути метрополії човен так і не зміг. 24 лютого 1945-го на вході до протоки Бунго (розділяє острови Кюсю та Сікоку) американська субмарина «Лагарто» виявила та потопила підводний човен, що прямував у надводному положенні. Не виключено, що саме ця атака стала причиною загибелі І-371 разом з усіма 84 особами, які перебували на борту.